# Аврелиана (тайное общество)
Аврелиана (англ. Aurelian) — тайное общество старшекурсников Йельского университета (г. Нью-Хейвене, штат Коннектикут, США).
Основано в 1910 году. Названо в честь римского императора Марка Аврелия.

## Эмблема
Эмблемой общества является семиконечная звезда, окруженная венком. Венок символизирует награду за заслуги, а звезда означает единство членов общества и семь основных направлений деятельности университета — научную, учебную, религиозную, литературную, ораторскую, спортивную и художественную деятельность.

## Выдающиеся члены (год принятия)

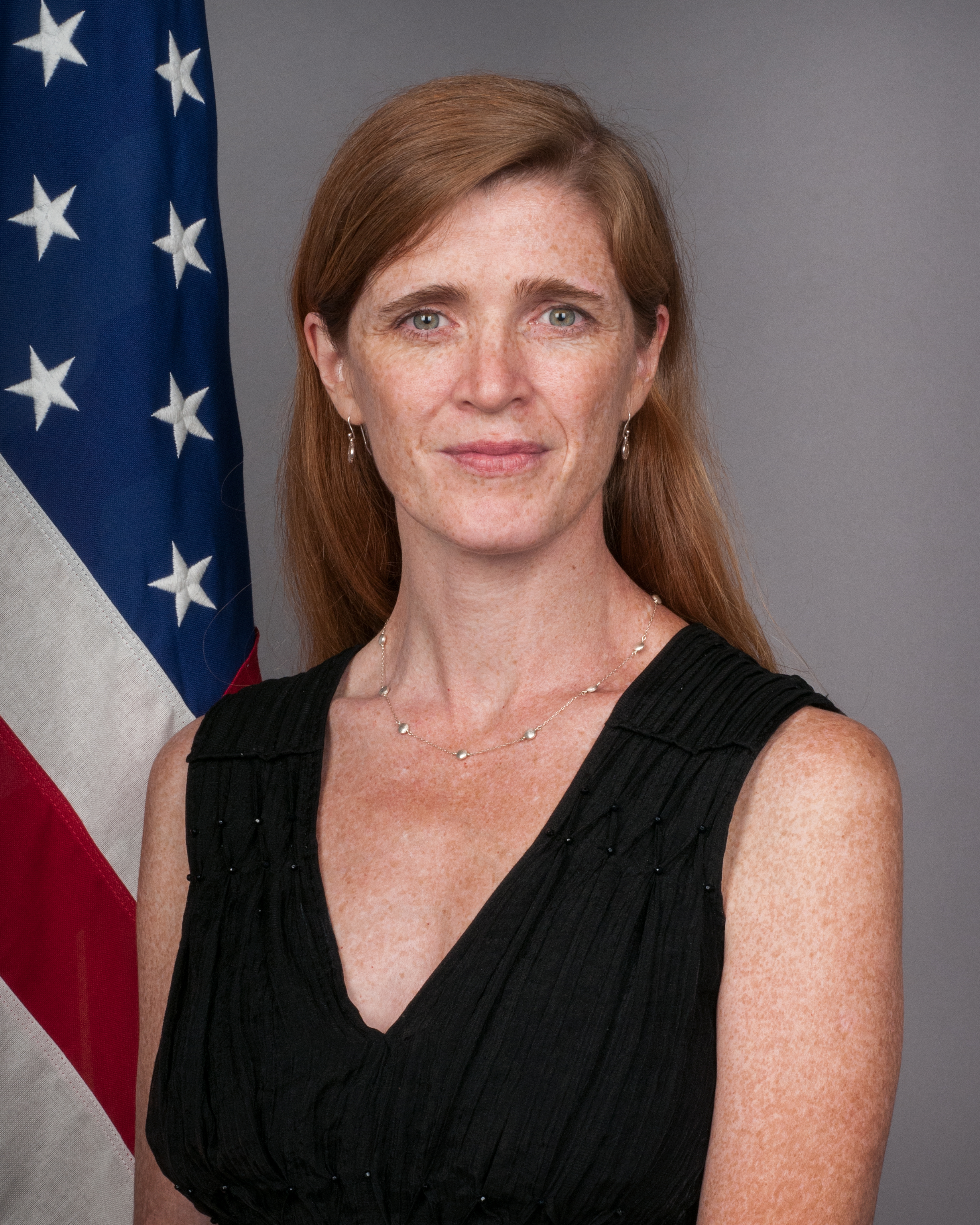
Саманта Пауэр

- Гуденаф, Джон (1944), американский учёный, специалист в области физики и материаловедения
- Делл, Дональд (1960), американский теннисист и предприниматель
- Вольф, Сьюзан (1974), американский учёный-философ, специалист по этике
- Пауэр, Саманта (1992), американский государственный деятель, политолог и журналист, Постоянный представитель США при ООН (2013—2017), Глава Агентства по международному развитию (c 2021 года)